# Bilopíl·lia
Bilopíl·lia (en ucraïnès Білопілля, en rus Белополье) és una ciutat de la província de Sumi, Ucraïna. El 2021 tenia 15.850 habitants.

## Galeria d'imatges

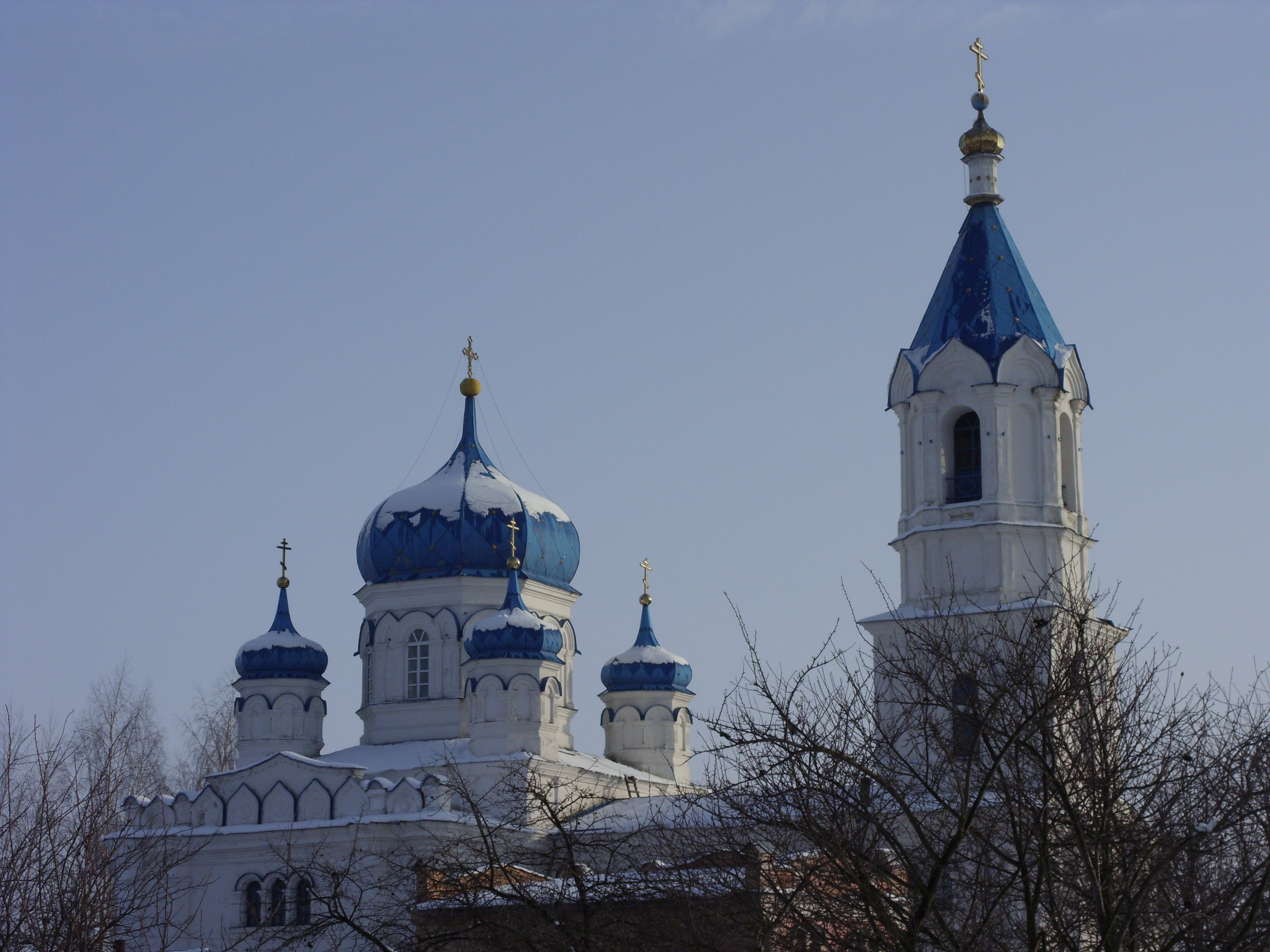
Església de Sant Pere i Sant Pau
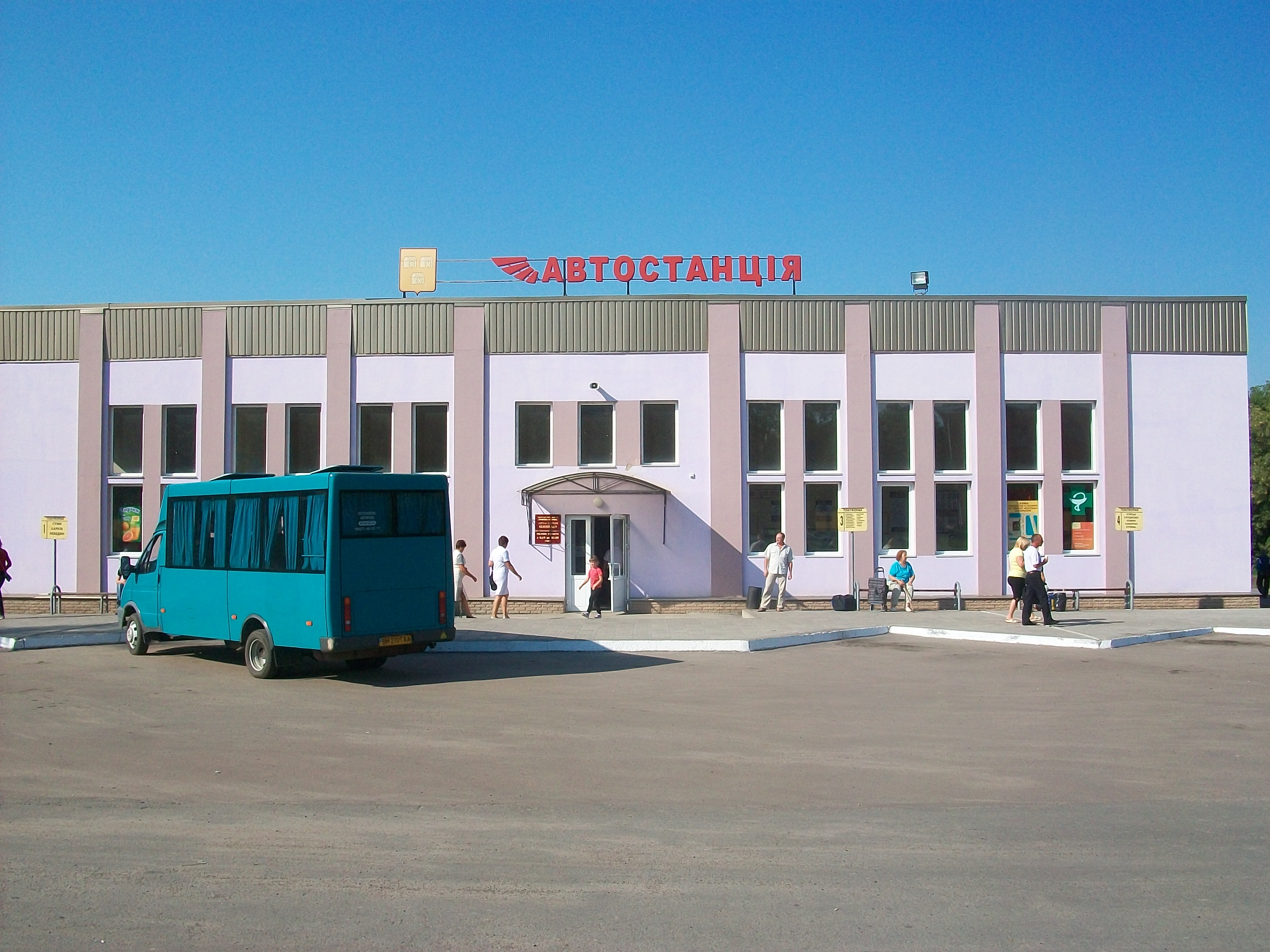
Estació d'autobusos
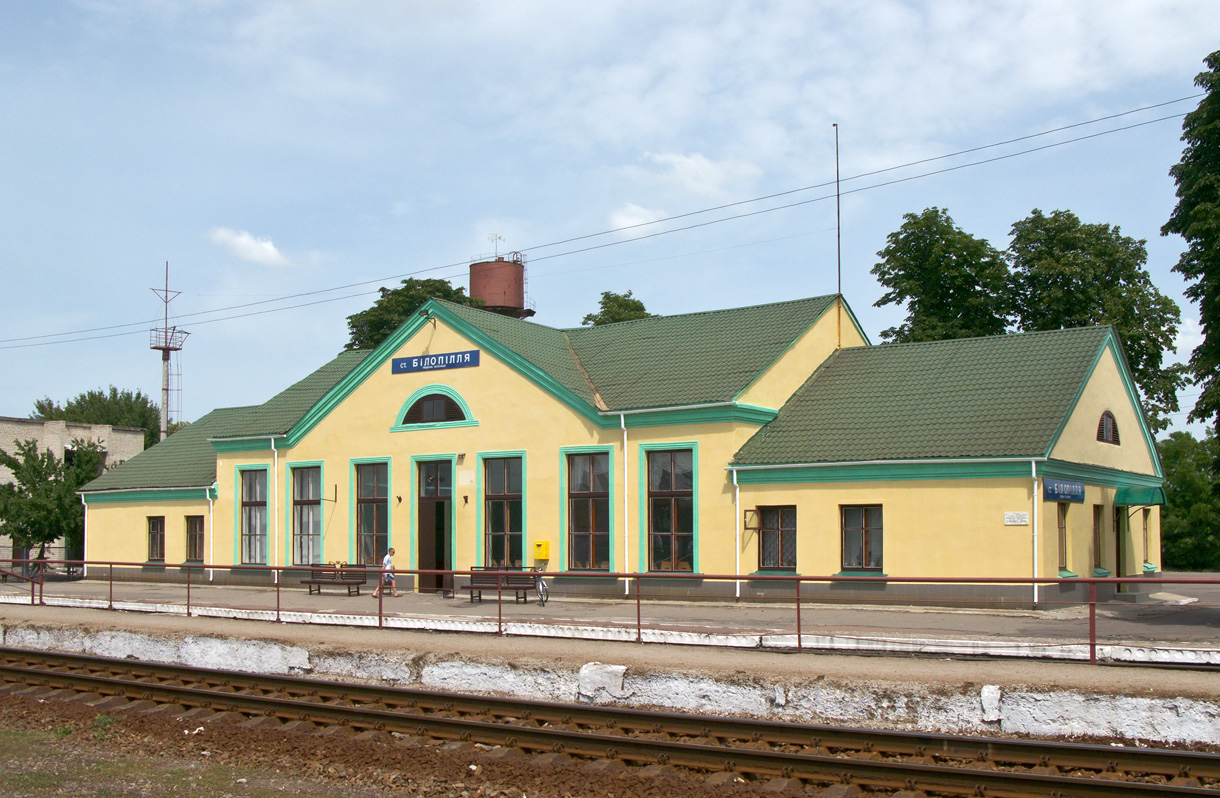
Estació de tren
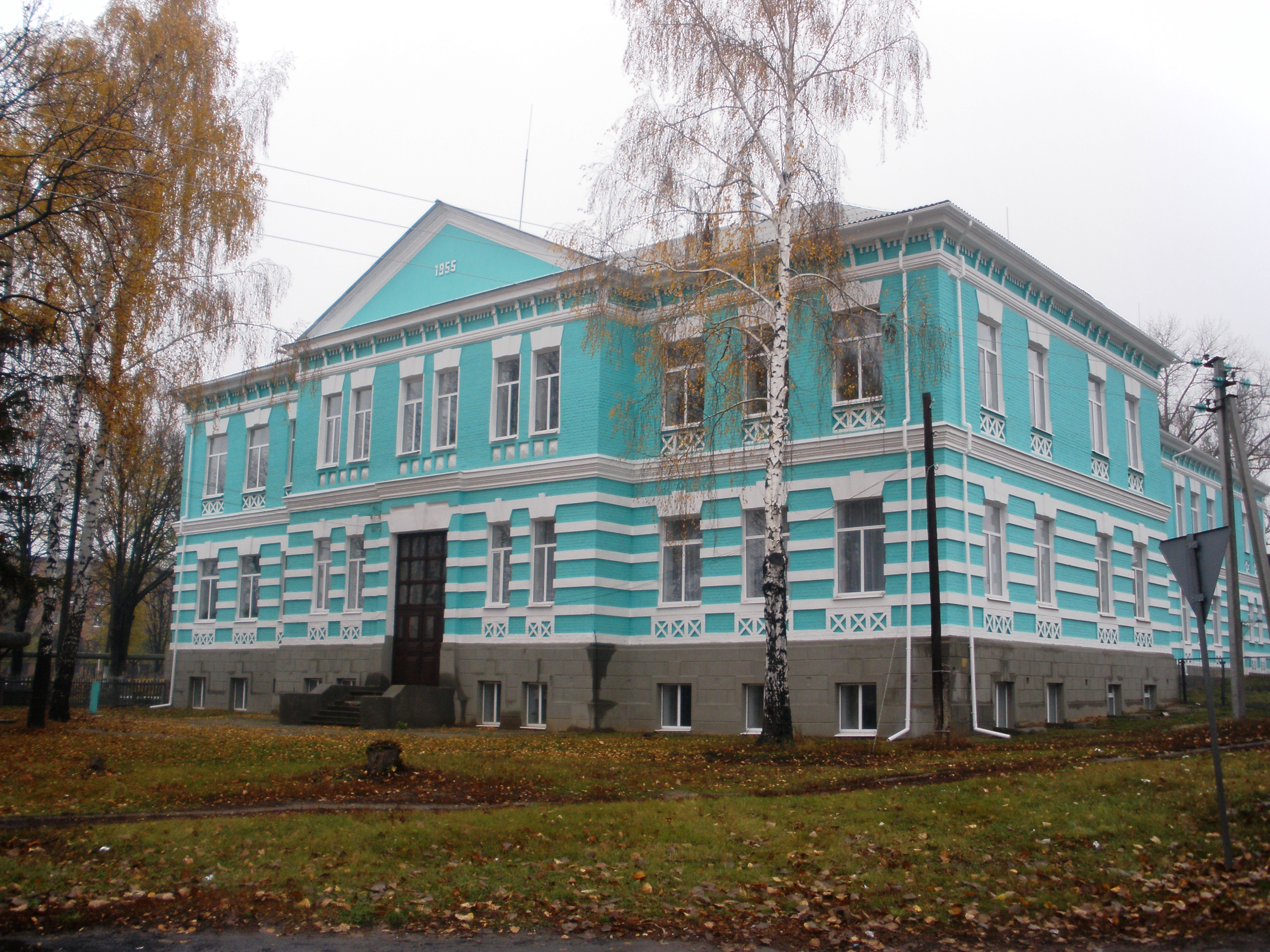
Escola a Bilopíl·lia